# Robertus nojimai
Robertus nojimai là một loài nhện trong họ Theridiidae.
Loài này thuộc chi Robertus. Robertus nojimai được Hajime Yoshida miêu tả năm 2002.